# 徐嘉余
徐嘉余（1995年8月19日—），浙江省温州市鹿城区人，中国男子游泳运动员，他是首位获得男子仰泳世界冠军的中国选手。

## 简历
2012年，徐嘉余代表中国出戰英國倫敦舉行的奥林匹克运动会游泳比賽男子200米背泳賽事。
2014年9月26日第十七屆亚洲运动会男子4×100米混合泳接力决赛中与李朱濠、李响、宁泽涛组合，在前两棒落后1秒54的局面下，中国队奋起直追，最后50米自由泳宁泽涛游出46秒91平世界纪录的成绩一举逆转日本队，以3分31秒37获得金牌，这个成绩超过了2013年世锦赛法国队的夺冠成绩，这也是24年来中国游泳在这个项目上再次战胜日本队。
2016年8月8日，以52.31秒夺得巴西里约奥运会男子100米仰泳亚军。
2017年7月26日，在布达佩斯进行的第17届世界游泳锦标赛上以52秒44夺得男子100米仰泳决赛冠军，这是中国选手首次在男子仰泳项目上获得世界大赛（奥运会和世界锦标赛）冠军。
2018年8月，他在雅加达亚运会100米仰泳决赛中，以52秒34的成绩平了亚运会纪录夺冠；随后在200米男子仰泳决赛中获得金牌。8月24日，余贺新、李朱濠、闫子贝和徐嘉余在男子4X100米混合泳接力决赛中，以3分29秒99的成绩夺冠。
在2019年世界游泳錦標賽100米仰泳半决赛上，徐嘉余以52秒17的成绩刷新世界游泳錦標賽賽會纪录。
2020年10月1日，在2020年全国游泳冠军赛暨东京奥运达标赛上，由徐嘉余、闫子贝、张雨霏、杨浚瑄组成的苏鄂浙鲁联队游出3分38秒41的成绩，打破美国队2017年创造的男女4*100米混合泳世界纪录。2021年7月，他随中国游泳队参加2020东京奥运会。

## 个人生活
2013年，徐嘉余被保送至上海交通大学安泰经济与管理学院人力资源管理专业，由于比赛训练繁忙，直至2019年才完成学业。毕业后获免试攻读北京体育大学体育专业硕士学位。
2022年7月，徐嘉余与王冰冰確認了恋情。

## 游泳紀錄
| No.            | 種類     | 項目                                                                 | 時間                     | 比賽日期       |
| 全國紀錄       | 全國紀錄 | 全國紀錄                                                             | 全國紀錄                 | 全國紀錄       |
| -------------- | -------- | -------------------------------------------------------------------- | ------------------------ | -------------- |
| 1              | 短池     | 50米仰泳                                                             | 22.70（亞洲紀錄）        | 2018年11月3日  |
| 2              | 短池     | 100米仰泳                                                            | 48.88（亞洲紀錄）        | 2018年11月11日 |
| 3              | 短池     | 200米仰泳                                                            | 1:48.32                  | 2018年11月9日  |
| 4              | 短池     | 4×50米混合泳接力 （中國隊－徐嘉余、闫子贝、李朱濠、余贺新）          | 1:33.95                  | 2016年12月10日 |
| 5              | 短池     | 4×100米混合泳接力 （中國隊－徐嘉余、闫子贝、李朱濠、林永庆）         | 3:26.87                  | 2016年12月11日 |
| 6              | 短池     | 男女混合4×50米混合泳接力 （中國隊－徐嘉余、闫子贝、张雨霏、朱梦惠）  | 1:38.69（亞洲紀錄）      | 2018年11月4日  |
| 7              | 長池     | 50米仰泳                                                             | 24.42                    | 2017年4月16日  |
| 8              | 長池     | 100米仰泳                                                            | 51.86（亞洲紀錄）        | 2017年4月12日  |
| 9              | 長池     | 200米仰泳                                                            | 1:53.99                  | 2018年8月23日  |
| 10             | 長池     | 4×100米混合泳接力 （中國隊－徐嘉余、覃海洋、王长浩、潘展乐）         | 3:27.01 （亞洲紀錄）     | 2023年9月26日  |
| 11             | 長池     | 男女混合4×100米混合泳接力 （中國隊－徐嘉余、覃海洋、張雨霏、楊浚瑄） | 3:37.73 （亞洲紀錄）     | 2023年9月27日  |
| 曾保持全國紀錄 |          |                                                                      |                          |                |
| 1              | 長池     | 4×200米自由泳接力 （中國隊－季新杰、汪顺、徐嘉余、孙杨）             | 7:04.74 （平舊全國紀錄） | 2019年7月26日  |

## 外部連結
- 徐嘉余的Instagram帳戶